# Fažana
Fažana (Italià i Istriot: Fasana) és un poble i municipi de la costa occidental de la península d'Ístria a Croàcia.
És una de les darreres poblacions on encara es poden trobar parlants de la llengua pròpia de l'Ístria, l'istriot que rep el nom local de fasanese. Segons el cens de 1921, el 100% de la població parlava "italià" (probablement istriot, identificat com a llengua italiana per l'irredemptisme italià).
L'antic president de Iugoslàvia, Josip Broz Tito, estava molt lligat a Fažana i les Illes Brijuni/Brioni, passant-hi fins a sis mesos l'any al poble.